# اسپرینگفیلد، کوئینزلند
اسپرینگفیلد (به انگلیسی: Springfield) یک حومه شهر در استرالیا است که در City of Brisbane واقع شده‌است.